# Vrak – Museum of Wrecks
Vrak – Museum of Wrecks är ett statligt marinarkeologiskt museum i Stockholm, som invigdes  i september 2021. Museet ligger i Båthall 2 vid Galärvarvet på Djurgården. Projektet att öppna ett museum genomfördes i samarbete mellan Statens maritima och transporthistoriska museer, SMTM, och det marinarkeologiska forskningsinstitutet vid Södertörns högskola och offentliggjordes i januari 2018. Inom SMTM hör Vrak till Vasamuseet, som ligger 400 meter bort, men arbetar självständigt.

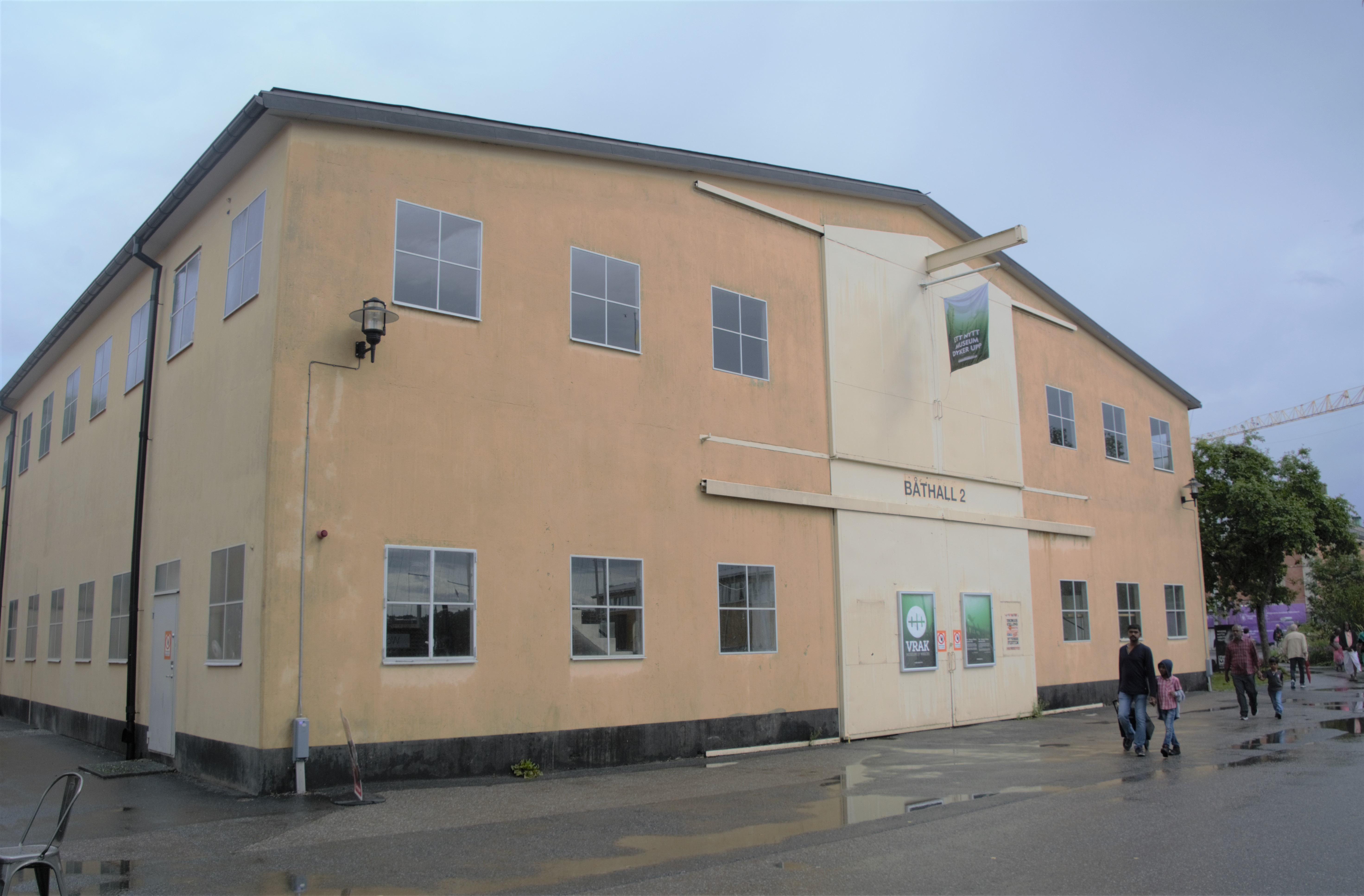
Båthall 2, 2019

## Målsättning
Vrakmuseet ska bevara och sprida kunskap om Östersjöns kulturarv, bland annat genom att berätta om de gamla skeppsvraken. Det beräknas finnas ungefär 100.000 skeppsvrak i Östersjön och i museets utställningar ges en bild av vad som finns under vattenytan.
Museet lyfte i januari 2018 fram två vrakfynd. Det ena är det medeltida vraket med arbetsnamnet Koggen, där utstickande däcksbalkar med ovanliga knän, enkelt bråspel och andra detaljer indikerar en kogg från 1300- eller 1400-talet. Koggen var den skeppstyp som dominerade i handelsförbindelserna kring Östersjön under Hansatiden.
Det andra vraket, med namnet Osmundvraket, antas vara från 1500-talet. Masten står fortfarande rakt upp och skeppet är fullt utrustat. Ombord finns verktyg, köksgeråd och tjugo tunnor osmundjärn. Dessa två vrak, som ligger i Stockholms södra skärgård, kommer inte att bärgas, utan tanken är att besökaren ska få uppleva dem i dramaturgiska framställningar genom 3D-teknik. Många andra skeppsvrak kommer att bli aktuella för framtida presentationer, både via museet och via olika digitala kanaler.

## Utställningar
Utställningarna på Vrak ska ge en bild av kulturarvet under vattenytan i Östersjön. Vrak har inte en egen föremålssamling, utan visar framförallt föremål ur Sjöhistoriska museets samling, men också från Vasamuseet, Marinmuseum, samt andra samlingar i Östersjöområdet. I museets utställningar används också bilder, filmer, projektioner, och virtuell verklighet för att förmedla kunskap om skeppsvrak. 

### Minnenas hav
Museet inleds med en film, där Östersjöns historia visas upp, från stenålder till nutid. Bakom filmduken skymtar föremål som hittats under vattnet, bland annat en kanon från Riksnyckeln, en mina, och modernt skräp.

### Resande man
I museet visas bland annat en utställning om skeppet Resande Man, som sjönk i hårt väder i Stockholms skärgård år 1660. I utställningen visas föremål från vraket i form av 3d-projektioner, samt det första föremålet som bärgades: ett kopparmynt. 

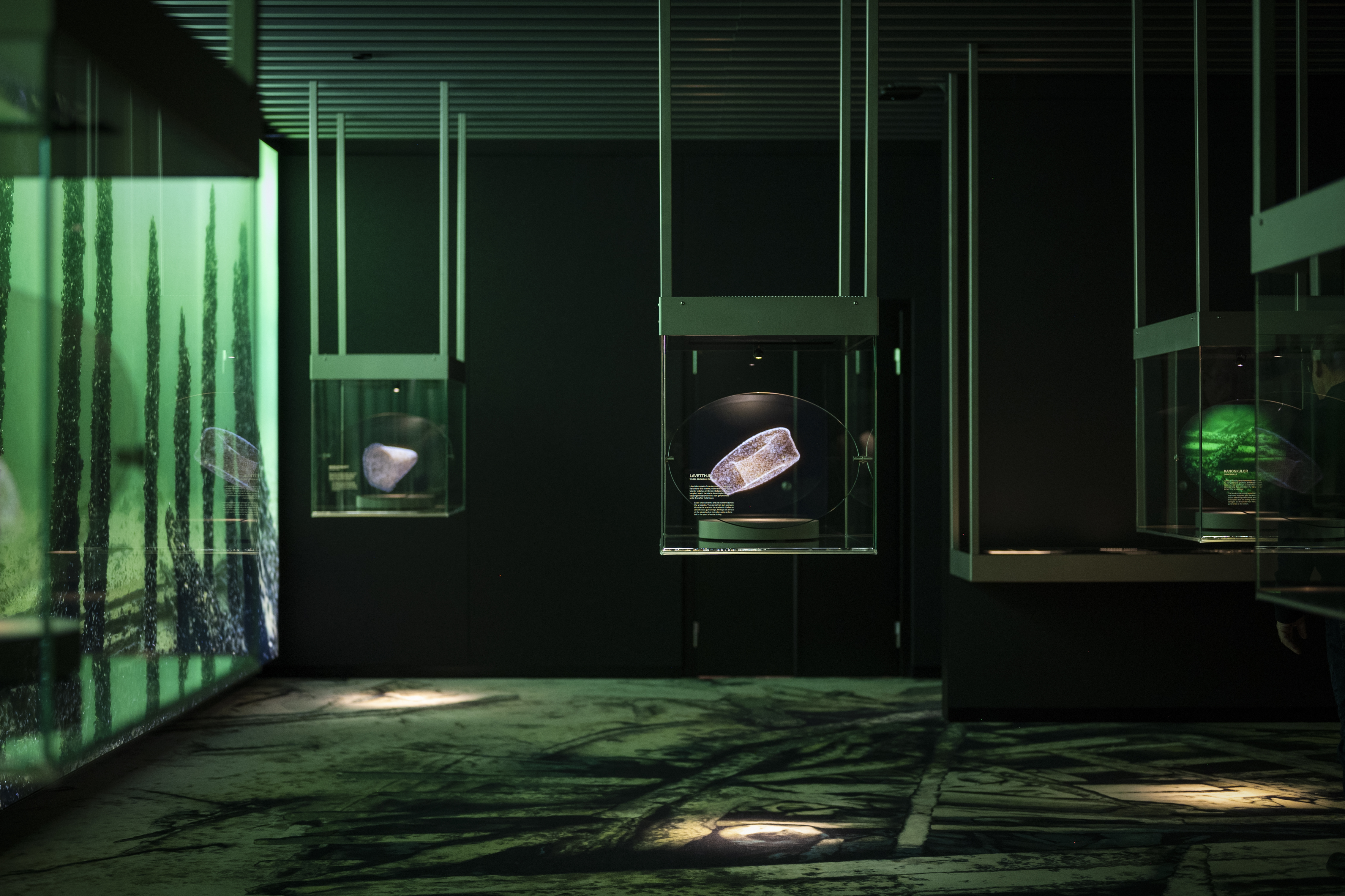
Utställningen Resande Man, med hologram av föremål från skeppet, närmast ett hjul från en kanonlavett.
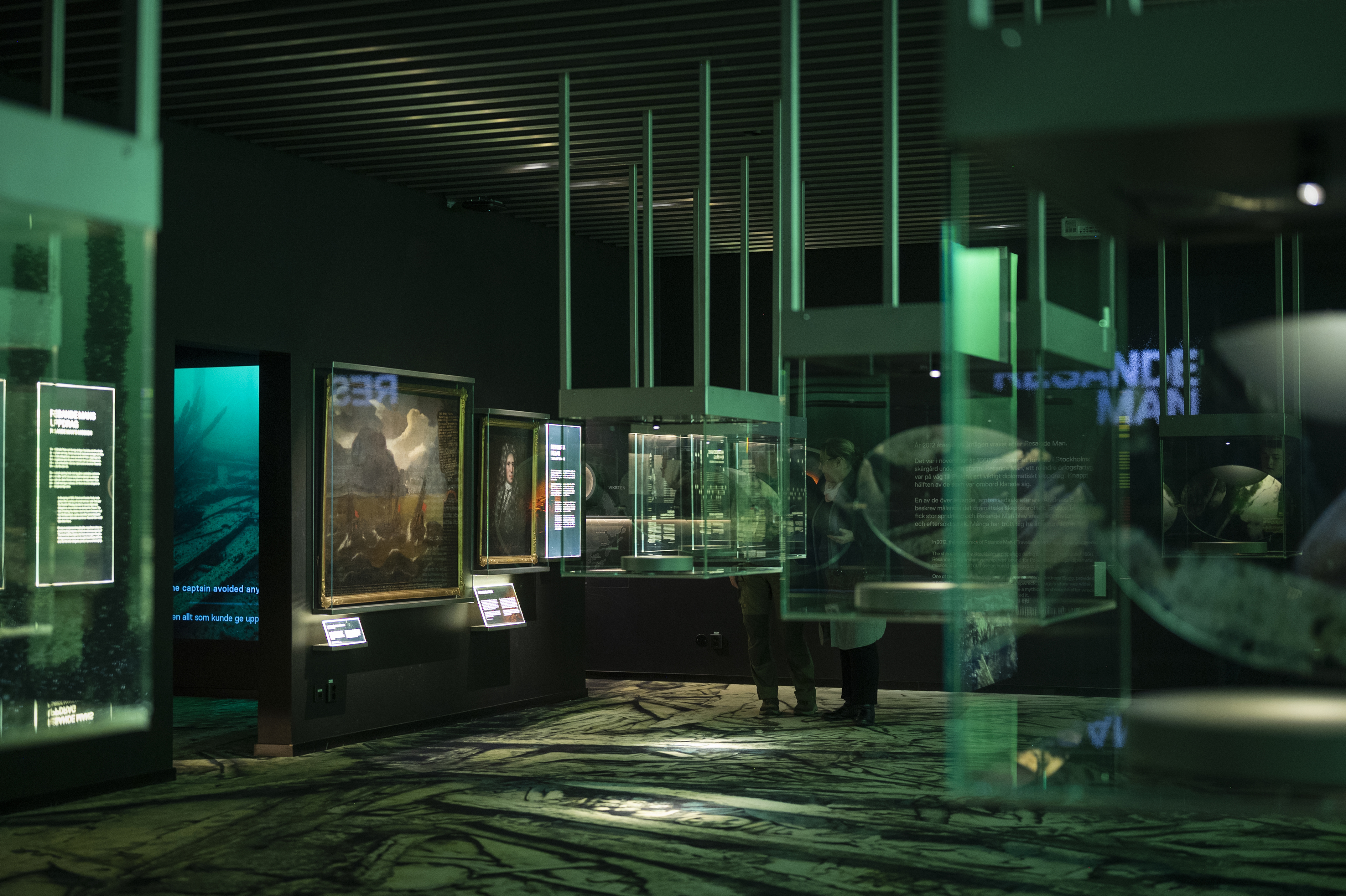
Utställningen Resande Man, tavlor som föreställer skeppsbrottet och den överlevande Andreas Bjugg syns till vänster.
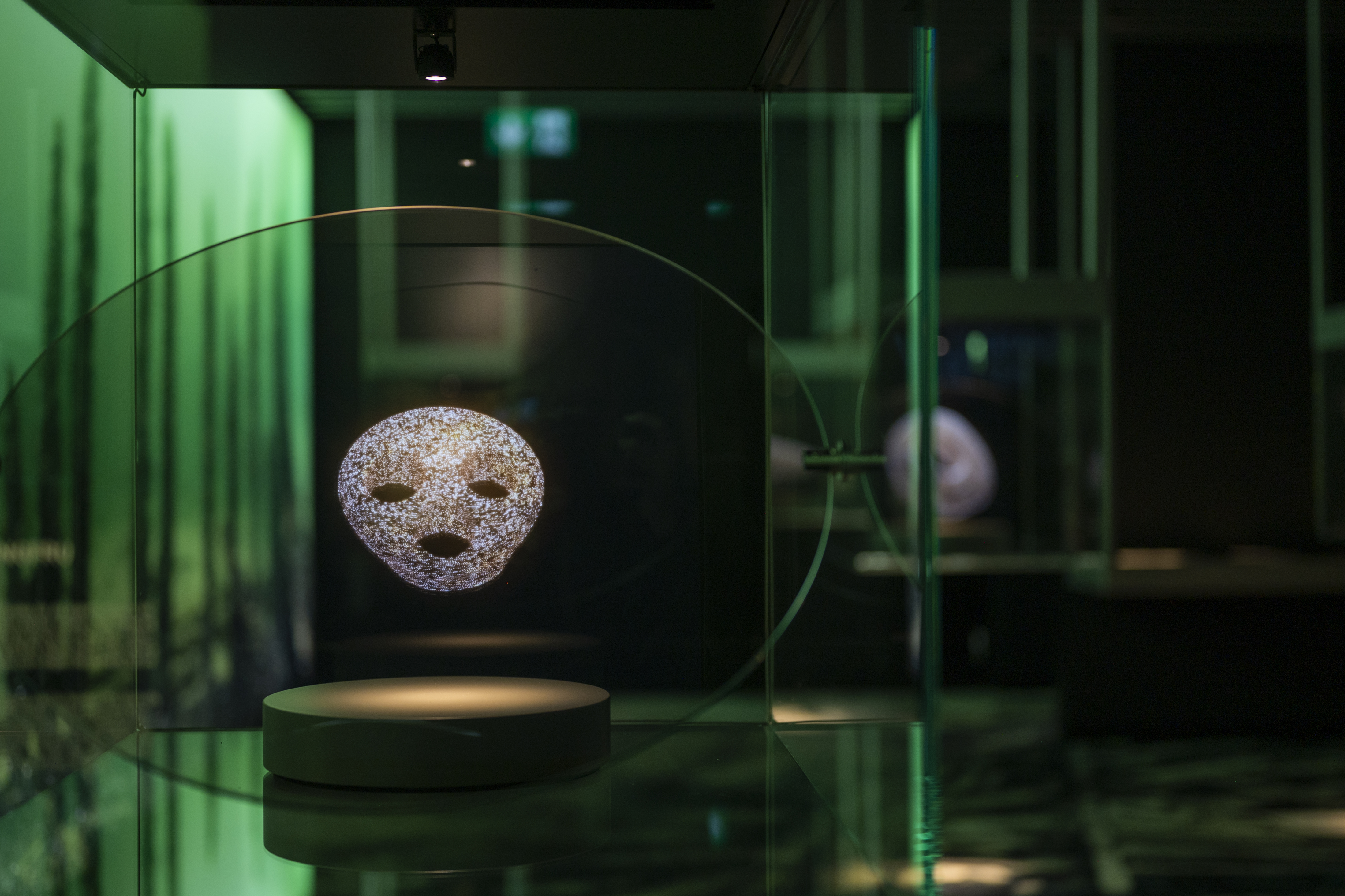
Hologram av så kallad 'jungfru' i utställningen om skeppet Resande Man på Vrak.

### Det delade havet
Utställningen gör nedslag i Östersjöns maritima historia. Varje rum fokuserar på ett skeppsvrak. Skeppen som behandlas är Solen, Vrouw Maria, ubåten U 479, och Estonia.

### Uppdraget
Vrak är ett marinarkeologiskt museum, och det utforskas djupare i utställningen Uppdraget. Den handlar om marinarkeologi som vetenskap. Här får också besökaren möjlighet att få en inblick i hur marinarkeologin går till i tre steg. Genom att först dyka på ett vrak med VR-glasögon, analysera föremål, och till sist ta del av arkivmaterial kommer det fram mer kunskap om vilket vrak det handlar om.

### Epilogen
En film som visar skeppsvrak och marinarkeologiska fynd i närheten av museet.

## Marinarkeologisk verksamhet
Museet rymmer olika typer av marinarkeologisk verksamhet. Vraks marinarkeologer utför undersökningar kopplade till uppdragsarkeologi. Marinarkeologerna fungerar också som sakkunnigt stöd inom myndigheten (SMTM) samt gentemot andra myndigheter och antikvariska intressenter. Ett viktigt arbete här gäller skyddet av det maritima kulturarvet.
Marinarkeologerna bedriver också forskning. Ett exempel är forskningsprogrammet ”Den glömda flottan – Sveriges ’blåa’ kulturarv 1450–1850" som berör den äldre svenska örlogsflottan. Det utgör ett samarbete mellan Statens maritima och transporthistoriska museer (SMTM), Centrum för maritima studier (CEMAS) vid Stockholms universitet samt Museiverket i Finland. Det var inom ramen för ”Den glömda flottan” som Vraks marinarkeologer, i samarbete med Marinen, upptäckte och identifierade Äpplet, Vasas systerskepp.